# Timon von Rauchhaupt
Timon Friedrich Ernst Ferdinand von Rauchhaupt (* 9. Juli 1827 in Trebnitz; † 8. September 1888 in Dessau) war ein preußischer Generalmajor.

## Leben

### Herkunft
Timon war ein Sohn des preußischen Majors und Herrn auf Trebnitz Ernst von Rauchhaupt (1792–1876) und dessen Ehefrau Karoline, geborene von Reiche (1796–1879).

### Militärkarriere
Rauchhaupt besuchte die Kadettenhäuser in Potsdam und Berlin. Anschließend wurde er am 4. Juli 1844 als Unteroffizier dem 26. Infanterie-Regiment der Preußischen Armee überwiesen und avancierte bis Mitte Juni 1848 zum Sekondeleutnant.  1849 nahm er während der Niederschlagung der Badischen Revolution an den Kämpfen bei Carlsdorf, Durlach und Michelbach teil. Auf ein Jahr war Rauchhaupt 1851/52 zum 4. kombinierten Reservebataillon und von Mitte April bis Anfang Oktober 1854 zum Infanterie-Lehr-Bataillon kommandiert. Mitte September 1857 stieg er zum Premierleutnant auf, fungierte von Februar 1858 bis Juni 1859 als Kompanieführer beim I. Bataillon im 26. Landwehr-Regiment in Stendal und von Ende Dezember 1859 bis Ende Juni 1860 in gleicher Funktion beim II. Bataillon in Burg (bei Magdeburg). Anschließend folgte seine Versetzung in das 3. Magdeburgische Infanterie-Regiment (Nr. 66). Rauchhaupt avancierte Mitte September 1860 zum Hauptmann und wurde zwei Monate später zum Kompaniechef ernannt. In dieser Eigenschaft führte er seine Kompanie 1866 während des Krieges gegen Österreich in der Schlacht bei Königgrätz sowie dem Gefecht bei Pressburg und erhielt für sein Verhalten den Roten Adlerorden IV. Klasse mit Schwertern.
Bei der Mobilmachung anlässlich des Krieges gegen Frankreich wurde Rauchhaupt 1870 zum Major befördert und zum Kommandeur des I. Bataillons ernannt, dass er in den Kämpfen bei Beaumont, Sedan und Epiney sowie der Belagerung von Paris führte. Ausgezeichnet mit dem Eisernen Kreuz II. Klasse wurde er nach dem Friedensschluss am 2. Dezember 1871 zum Kommandeur des 2. Schlesischen Jäger-Bataillons Nr. 6 und daran am 1. Juni 1875 zum Kommandeur des Magdeburgischen Jäger-Bataillons Nr. 4 ernannt. Als solcher erfolgte am 3. Juli 1875 seine Beförderung zum Oberstleutnant. Unter Stellung à la suite beauftragte man Rauchhaupt am 17. April 1879 zunächst mit der Führung des 1. Hanseatischen Infanterie-Regiments Nr. 75 und ernannte ihn am 11. Juni 1879 mit der Beförderung zum Oberst zum Regimentskommandeur. Daran schloss sich ab dem 11. November 1884 eine Verwendung als Generalmajor und Kommandeur der 16. Infanterie-Brigade in Erfurt an. Unter Verleihung des Roten Adlerordens II. Klasse mit Eichenlaub und Schwertern am Ringe wurde Rauchhaupt krankheitsbedingt am 11. März 1886 mit der gesetzlichen Pension zur Disposition gestellt.

### Familie
Rauchhaupt verheiratete sich am 9. Mai 1868 in Berlin mit Ottilie von Unruh (1847–1913), Tochter des Geheimen Regierungsrates Viktor von Unruh (1806–1886).